# Blossoms in the Dust

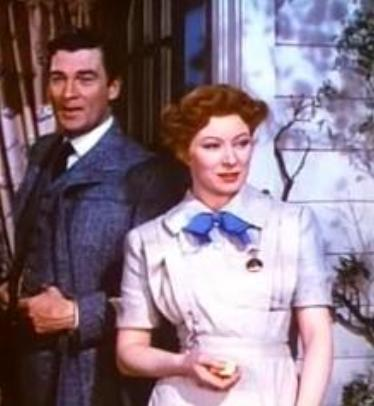
Walter Pidgeon i Greer Garson

 Blossoms in the Dust és una pel·lícula estatunidenca dirigida per Mervyn LeRoy, estrenada el 1941.

## Argument
Després de la dolorosa pèrdua del seu fill, Edna, una valenta dona de Texas, decideix crear un orfenat per ajudar els nens més desvalguts i necessitats d'ajuda; però els ciutadans més conservadors no veuran amb bons ulls la creació d'una institució d'acollida per a nens nascuts fora del matrimoni. Edna lluitarà incansablement per aconseguir legalitzar l'orfenat.

## Repartiment
- Greer Garson: Edna Kahly Gladney
- Walter Pidgeon: Samuel 'Sam' Gladney
- Felix Bressart: Doctor Max Breslar
- Marsha Hunt: Charlotte Kahly
- Fay Holden: Sra. Kahly
- Samuel S. Hinds: M. George Kahly
- Kathleen Howard: Sra. Sarah Keats
- George Lessey: M. Keats
- William Henry: Allan Keats
- Henry O'Neill: Jutge Hartford
- John Eldredge: Damon McPherson
- Clinton Rosemond: Zeke
- Theresa Harris: Cleo
- Cecil Cunningham: Sra. Gilworth

I, entre els actors que no surten als crèdits:
- Edith Evanson: Hilda
- Clarence Kolb: T.R. Cotton, senador de Texas
- Will Wright: Altre senador de Texas

## Al voltant de la pel·lícula
- La pel·lícula, treta de la història verdadera d'una puericultora, Edna Gladney, va tenir un gran èxit de públic i va propulsar Greer Garson com a gran estrella de la Metro-Goldwyn-Mayer.[1] Serà durant cinc anys una de les deu estrelles més populars del box office.[2]
- És la primera pel·lícula del tàndem Greer Garson/Walter Pidgeon que esdevindrà una de les parelles més famoses de la pantalla i de les més rendibles per a les arques de la MGM.[1] Van fer vuit pel·lícules conjuntament, entre les quals Mrs. Miniver.

## Premis i nominacions

### Premis
- 1941. Oscar a la millor direcció artística per Cedric Gibbons, Urie McCleary, Edwin B. Willis

### Nominacions
- 1941. Oscar a la millor pel·lícula
- 1941. Oscar a la millor actriu per Greer Garson
- 1941. Oscar a la millor fotografia